# María del Refugio Ponce
María del Refugio Ponce Cuéllar, más conocida como Cuquita Ponce, (Fresnillo, Zacatecas, México; 5 de septiembre de 1880 - 22 de diciembre de 1956) fue una pianista y compositora mexicana. 

## Biografía
Cuquita Ponce nació un 5 de septiembre de 1880 y falleció en 1956, sus padres fueron, Felipe de Jesús Ponce dedicado a la contabilidad como tenedor de libros y María de Jesús Cuéllar, dedicada al hogar. Fue la penúltima de seis hijos y seis hijas, el último de estos fue su hermano Manuel M Ponce quien también fue un reconocido pianista y compositor. Al igual que todos sus hermanos, gracias al interés de la madre por la música fue motivada a estudiar piano por lo que tuvo estudios musicales bastante completos y prolijos, destacando así por su habilidad con el instrumento junto con sus hermanos Manuel, José Braulio y su hermana Josefina. Dentro de su propia casa familiar ubicada en la Segunda Primo Verdad, no. 60, Barrio de la Purísima en el centro de Aguascalientes abrió su propia escuela de música llamada «Estudio Beethoven, 1939» por lo que dedicó gran parte de su vida a la docencia.
Su carrera como pianista fue muy prolífica, realizando giras en múltiples ocasiones a lo largo de todo México y Estados Unidos en donde daba a conocer composiciones propias y de su hermano Manuel M Ponce. Destacó como concertista en varias estaciones de radio, toco durante la inauguración de XELG de León, Guanajuato, y tuvo su propio programa en la XERO de Aguascalientes en donde semanalmente daba a conocer sus propias obras y de otros artistas. Hubo tres programas de radio en donde ella participó y se tiene registro, hay un guion de la radiodifusora XEBM de San Luis Potosí del día 18 de diciembre de 1950 en donde se tuvo como invitada a Cuquita y fue presentada como “la extraordinaria artista de Aguascalientes, Cuquita Ponce, de paso en esta ciudad después de una triunfal gira por los Estados Unidos”.
Dejó un gran legado musical que se encuentra consignado en una de las más completas investigaciones sobre la artista, realizada por Barrón Corvera; en esta se encuentran múltiples partituras, borradores en lápiz, hasta obras publicadas, las cuales contiene una lista de treinta y ocho composiciones, diez partituras, obras para piano y voz. El archivo del Instituto Cultural de Aguascalientes cuenta con más de doscientas fuentes.     
Falleció el 22 de diciembre de 1956.

## Obra musical
Las composiciones de Cuquita Ponce son variadas en cuanto a sus estilos, inspirándose en la música de la época, en su mayoría de salón con armonías estrictamente tradicionales. Dentro de las piezas musicales que llegó a componer se encuentran Sonetos, Mazurcas, Vals y Polkas. La mayoría de estas obras son de corta extensión su nivel de dificultas es medio.  
Algunas de sus obras son:    
- Alma Soñadora
- Allá en el bosque
- Añorando
- Cantó Árabe
- Celajes de Oro
- Ensueño
- Fragancia
- La Muñeca
- La niña bella
- La Princesita árabe
- Adagio
- Madrigal
- Canción Mexicana
- Danza Azteca
- Canto Elegíaco (a la memoria de Amado Nervo)

## Influencias
Su estilo musical es muy tradicional y apegado a la música de su época, además de tocar sus propias creaciones y de otros artistas mexicanos, también se sentía fuertemente influenciada por los compositores internacionales más importantes del momento como: Bach, Mozart, Beethoven, Schubert, Brahms, Mendelssohn, Schumann, Chopin, Liszt.

## Giras musicales
Realizó giras por México y Estados Unidos asistiendo a radiodifusoras dando a conocer producciones propias y su hermano Manuel. las ciudades a las que asistió fueron, San Francisco, Chicago, Los Ángeles, California,  Monterrey, Ciudad Camargo, San Luis Potosí, León, Durango, Zacatecas, Aguascalientes.